# Adelaida de Stade
Adelaida de Stade (m. 16 de novembre de 1110) va ser una noble alemanya, comtessa consort de Turíngia.
Es desconeix la data de naixement, però va ser el 1068 o abans. Va ser filla de Lotari Udó II, marcgravi de la Marca del Nord, també dit de Stade, dintre de l'electorat de Brandeburg, i de la seva segona esposa, Oda, comtessa de Werla.
Es va casar amb Frederic de Goseck vers el 1081, a qui autors antics van identificar com el seu pare, el comte palatí de Saxònia. El seu marit va ser assassinat el 5 de febrer de 1805 en una cacera per part de dos cavallers, tot i que la tradició posterior l'endarrereix 23 anys.
Poc després d'esdevenir vídua es va casar amb Lluís el Saltador, comte de Turíngia i partidari de l'emperador Enric IV. La tradició atribueix a Lluís la mort de Frederic de Goseck, per tal de poder-se casar amb la vídua. Adelaida va aportar al matrimoni nombroses possessions i riqueses, i hom afirma que el matrimoni va ser feliç i que, gràcies a les riqueses de l'esposa, va donar-los accés a l'alta aristocràcia alemanya. Aquesta circumstància, especialment la rapidesa per casar-se, la inclinació que van tenir a les fundacions monàstiques, que els cronistes van vincular al remordiment per l'assassinat, un viatge a Roma, així com el fet que tant Adelaida com Lluís van abraçar la vida monàstica al final de la seva vida, fan que se'ls hi hagi atribuït la instigació de l'assassinat de Frederic.
Adelaida va morir com a monja el 16 de novembre de 1110. Va ser enterrada originalment al monestir de Reinhardsbrunn, fundat pel seu segon espòs, i després va ser traslladada a Eisenach, i dipositada a un nou sepulcre al segle xiv.
Va tenir vuit fills amb Lluís:
- Lluís (m. 1140). Landgravi de Turíngia
- Udó (m. 1150). Bisbe de Naumburg.
- Germà (m. 1115).
- Enric (m. 1131). Abat de Goseck.
- Conrad. Mort en la infantesa.
- Cunegunda (m. 1118).
- Adelaida (m. 1124).
- Cecília (m. 1141).